# 63 Dywizja Strzelecka Wojsk Wewnętrznych NKWD
63 Dywizja Strzelecka Wojsk Wewnętrznych NKWD (ros. 63-я дивизия конвойных войск НКВД СССР) – jedna z radzieckich dywizji piechoty w strukturze wojsk wewnętrznych NKWD z okresu II wojny światowej.
Sformowana w Białymstoku na mocy rozkazu 004 z 4 stycznia 1945. Znajdowała się w składzie 2. Frontu Ukraińskiego. Działała na ziemiach polskich w celu likwidacji antykomunistycznych oddziałów z Armii Krajowej i pomniejszych ugrupowań.
Rozwiązana w grudniu 1946.